# Marcillac-Saint-Quentin
För andra betydelser, se Saint-Quentin (olika betydelser).
Marcillac-Saint-Quentin är en kommun i departementet Dordogne i regionen Nouvelle-Aquitaine i sydvästra Frankrike. Kommunen ligger i kantonen Sarlat-la-Canéda som tillhör arrondissementet Sarlat-la-Canéda. År 2022 hade Marcillac-Saint-Quentin 839 invånare.

## Befolkningsutveckling
Antalet invånare i kommunen Marcillac-Saint-Quentin
Referens:INSEE